# Schedorhinotermes actuosus
Schedorhinotermes actuosus es una especie de termita subterránea del género Schedorhinotermes, de la familia Rhinotermitidae, orden Blattodea. Fue descrita por Hill en 1933.

## Distribución
Se distribuye por Nueva Gales del Sur, Territorio del Norte, Queensland, sur y oeste de Australia, islas Tiví e isla Groote Eylandt.

## Tratamiento taxonómico
Fue publicada en Hill, G.F. (1933a) Australian Rhinotermes (Isoptera). Proceedings of the Royal Society of Victoria. New Series., 45(1), 1–17 + 4 pls.